# Système éducatif en Nouvelle-Calédonie
Le système éducatif de Nouvelle-Calédonie est le même que dans le reste de la France, avec quelques adaptations liées au statut et à la formation des enseignants du primaire, de compétence locale, au contenu pédagogique pouvant être enrichi par les différentes collectivités pour y intégrer les spécificités culturelles, historiques et géographiques du Territoire, et au calendrier scolaire. En effet, la Nouvelle-Calédonie est la seule collectivité de la République, avec Wallis-et-Futuna, à faire correspondre ses « grandes vacances » avec la saison chaude, ce qui fait que son année scolaire s'échelonne de la mi-février jusqu'à la mi-décembre.

## Histoire
L'enseignement en Nouvelle-Calédonie a connu de nombreuses évolutions, notamment en raison de la colonisation du pays par la France.
La tradition kanak se base sur la transmission orale des savoirs langagiers et traditionnels à destination des enfants et des nouveaux (ceux que l'on accueille par le mariage, l'adoption, l'hébergement, le commerce, etc). Cette transmission se faisait dans le cadre de la tribu, au village, de manière tantôt informelle, tantôt formelle, par le biais d'initiations, dans la langue de la tribu. Il en reste des récits.
Avec l'arrivée des Occidentaux, le territoire devient terre de mission, puis possession française (1853), puis terre d'exil (1860).
L'histoire de l'école souffre de la focalisation de la recherche sur la question foncière (spoliations et cantonnement). La thèse du monopole missionnaire initial trouve son origine dans la mémoire plurielle missionnaire et la mémoire publique très incomplète. Enfin, la parole des Vieux choisit de valoriser l'action missionnaire, et de dénoncer l'attitude de l'administration coloniale, selon Marie Salaün (1910).

## Compétences
La loi organique du 19 mars 1999 relative à la Nouvelle-Calédonie donne la compétence de l'enseignement primaire public à la Nouvelle-Calédonie (programmes, sous réserve de la compétence des provinces pour leur adaptation en fonction des réalités culturelles et linguistiques, formation des maîtres et contrôle pédagogique).
Les compétences de l'enseignement secondaire public (sauf la réalisation et l'entretien des collèges, déjà de compétence provinciale), de l'enseignement privé (primaire et secondaire), de l'enseignement agricole et de la santé scolaire relèvent de l'État (selon les dispositions prévues par l'article 21-III) jusqu'à leur transfert à la Nouvelle-Calédonie décidées par le Congrès local à la majorité des 2/5e (l'article 26) durant les mandatures 2004-2009 ou 2009-2014. Après obtention de certaines garanties notamment financières de l'État, qui conserve la gestion des diplômes nationaux, la définition des programmes, adaptables localement par le Territoire ou, déjà depuis 1989, par les Provinces, et la qualification des enseignants, le vote du Congrès a adopté le transfert à l'unanimité le 30 novembre 2009. La Nouvelle-Calédonie assure à compter du 1er janvier 2012, outre la possibilité d'adapter les programmes nationaux, le pilotage du système éducatif du secondaire et du privé : répartition des moyens humains et financiers mis à sa disposition, organisation des structures de concertation et d’expertise nécessaire, définition de l’offre de formation, des orientations pédagogiques, des conditions de scolarisation, de la carte scolaire, de l’orientation et l’affectation des élèves, de l’accompagnement pédagogique des maîtres du 1er degré, de la construction, de la rénovation et de l’entretien des lycées et enfin de l’organisation de la santé scolaire.
Selon l'article 27, le Congrès peut également, à partir de 2009, adopter une résolution tendant à ce que lui soit transférée, par une loi organique ultérieure, la compétence de l'enseignement supérieur.
Les compétences des collectivités locales sont de plus :
- communes : gestion des fournitures scolaires et frais de fonctionnement des écoles primaires (cantines, transports notamment), la construction et l'entretien des écoles primaires et gestion du personnel municipal en exercice dans celles-ci.
- provinces : gestion administrative des instituteurs et professeurs des écoles, établissement de la carte scolaire, octroi de bourses, aides scolaires et subventions, l'adaptation des programmes aux réalités culturelles et linguistiques (dans le domaine de l'enseignement des langues kanak ou les programmes adaptés en histoire, géographie, éducation civique et arts plastiques notamment), gestion des internats et construction et équipement des collèges.

## Administration

### Vice-Recteur
Sur le plan de l'éducation, la Nouvelle-Calédonie forme un vice-rectorat avec à sa tête un vice-recteur nommé par décret par le président de la République. Il s'agit depuis le 9 mai 2019 d'Erick Roser (IGEN, agrégé de mathématiques). Par accord entre les autorités de l'État et de la Nouvelle-Calédonie, le vice-recteur et ses services assurent à la fois les compétences de l'État et celles de la Nouvelle-Calédonie. Du fait de sa spécificité, de son faible poids démographique et de son éloignement, le vice-rectorat n'est pas habilité à assurer lui-même la correction des examens et concours nationaux, les épreuves d'histoire-géographie du baccalauréat et les diplômes universitaires traditionnels, exception notable du diplôme national du brevet. Ainsi, la quasi-totalité du baccalauréat et les concours de l'enseignement, notamment, sont corrigés en France métropolitaine auprès d'une académie de rattachement. Toutefois, le vice-rectorat gère directement les inscriptions à ces diplômes et se charge de les remettre. L'enseignement primaire et l'enseignement secondaire sont de la compétence des autorités locales, depuis 2000 pour le primaire public, depuis 2012 pour le primaire privé et l'organisation de l'enseignement secondaire. Le vice-rectorat continue à gérer pour le compte de l'État, le recrutement des enseignants, par le biais des concours, la majeure partie de leurs salaires, l'inspection pédagogique et les programmes de l'enseignement secondaire, qui resteront fixés par l'État.
L'enseignement supérieur relève entièrement de l'État et directement du ministre de l’enseignement supérieur et de la recherche, sans passer par un chancelier des universités. Le vice-recteur n'exerce donc pas en Nouvelle-Calédonie, les compétences d'un recteur en matière d’enseignement supérieur.
Les compétences exercées dans le domaine du primaire public (transférées dès 2000) dépendent de la Direction de l'enseignement de la Nouvelle-Calédonie (DENC) au sein du Gouvernement local, et celles du secondaire, du privé et de la santé scolaire (transférées avec des compétences partagées avec l'État à partir de 2012) par un vice-rectorat.
À partir du transfert, le 1er janvier 2012, du secondaire public, de l'ensemble du privé et de la santé scolaire, un service unique pour la gestion de ces compétences est créé en reprenant le nom de vice-rectorat. Elle est dirigée par un vice-recteur nommé par décret du président de la République sur avis du gouvernement de la Nouvelle-Calédonie, qui confirme cette nomination pour ce qui concerne les compétences à sa charge sous l'appellation de « Directeur général des enseignements ».
Contrairement à la métropole, le corps des instituteurs n'a pas été placé en extinction : deux catégories d'enseignants sont donc formés de façon différente pour le 1er degré. La formation initiale des instituteurs et la formation continue des enseignants du primaire sont assurées par l'Institut de formation des maîtres de Nouvelle-Calédonie (IFMNC), établissement public géré par le Gouvernement local, et les professeurs des écoles (dont la compétence de la formation dépend pourtant bien de la Nouvelle-Calédonie) et du second degré par l'INSPE du Pacifique.

## Rythme scolaire
L'année scolaire correspond à l'année civile, avec des grandes vacances de mi-décembre à mi-février.

### Jusqu'en 2012
Jusqu'en 2012 inclus, le calendrier scolaire néo-calédonien suit un rythme de 6 semaines de cours entrecoupées alternativement par des vacances de mi-trimestre d'une semaine et de fin de trimestre de deux semaines, généralement ainsi :
- Rentrée scolaire le troisième jeudi de février,
- Premières vacances de mi-trimestre la première semaine d'avril,
- Vacances de fin du premier trimestre la dernière semaine de mai et la première de juin,
- Deuxièmes vacances de mi-trimestre la troisième semaine de juillet,
- Vacances de fin du deuxième trimestre les deux premières semaines de septembre,
- Troisièmes vacances de mi-trimestre la première semaine de novembre,
- Fin de l'année scolaire le deuxième vendredi de décembre.

### De 2013 à 2017
Le 3 novembre 2011, le gouvernement de la Nouvelle-Calédonie a émis un décret visant à modifier le calendrier scolaire pour une période d'essai de deux ans à partir de la rentrée de 2013, à la suite d'un débat local ouvert dans le cadre de la préparation du transfert de l'enseignement secondaire public, de l'enseignement privé et de la santé scolaire fixé au 1er janvier 2012. Plusieurs propositions avaient été avancées aux acteurs de la communauté éducative, avec un code de couleurs : orange (conservation du calendrier déjà en vigueur en Nouvelle-Calédonie), vert (grandes vacances inchangées, mais passage de séquences de sept semaines de cours séparées de deux semaines de vacances, contre un rythme jusque-là de six semaines de cours, une semaine de vacances, six semaines de cours, deux semaines de vacances, il s'agit de la proposition la plus populaire et celle finalement adoptée), bleu (également un schéma de sept semaines de cours suivis de deux semaines de repos, mais des grandes vacances divisées avec un mois en août et un autre en décembre) et azur (huit semaines de cours entrecoupés de deux semaines de vacances, sur toute l'année). Le membre du gouvernement chargée de cette question à ce moment, Sonia Backès, rappelle alors sa vision à ce sujet : « Ce que disent les chronobiologistes, c’est que les journées sont trop longues. Il faudrait en venir à une meilleure répartition sur l’année mais avec des journées plus courtes. On se rend compte que les moments où les enfants sont les plus attentifs sont ceux où ils ne sont pas en classe ».
Le calendrier pour 2013 et 2014 est donc fixé ainsi : 
- Rentrée le deuxième jeudi de février en 2013 (14 février 2013) et troisième lundi de février en 2014 (17 février 2014),
- Première période : sept semaines de cours jusqu'au premier vendredi d'avril,
- Vacances de la première période les deuxièmes et troisièmes semaines d'avril,
- Deuxième période : sept semaines de cours jusqu'au premier vendredi de juin,
- Vacances de la deuxième période les deuxièmes et troisièmes semaines de juin,
- Troisième période : sept semaines de cours jusqu'au premier ou deuxième vendredi d'août,
- Vacances de la troisième période les deuxièmes et troisièmes semaines d'août,
- Quatrième période : sept semaines de cours jusqu'au deuxième vendredi d'octobre,
- Vacances de la quatrième période les troisièmes et quatrièmes semaines d'octobre,
- Cinquième période : sept semaines jusqu'à la fin de l'année scolaire, le troisième jeudi de décembre (19 décembre 2013, 18 décembre 2014).

### À partir de 2018
Une consultation pour un nouveau changement de calendrier scolaire est lancée en 2016, pour aboutir à un projet arrêté par le gouvernement de la Nouvelle-Calédonie le 28 mars 2017. Se justifiant par le fait de laisser « davantage de temps aux élèves pour assimiler les programmes scolaires et préparer leurs examens », tout en prenant en compte la correction locale du baccalauréat, il inscrit deux semaines de cours supplémentaires dans le calendrier en repoussant les dates d'examen et donc les conseils de classe du troisième trimestre ainsi qu'en supprimant une semaine aux premières vacances intermédiaires de l'année. Le choix d'une deuxième période scolaire assez longue, de huit semaines, entraîne une polémique auprès de parents d'élèves et d'enseignants.
Le calendrier pour 2018, 2019 et 2020 est donc fixé ainsi :
- Rentrée le troisième lundi de février, comme dans le précédent calendrier appliqué (19 février 2018, 18 février 2019, 17 février 2019),
- Première période : sept semaines de cours jusqu'au premier vendredi d'avril, comme dans le précédent calendrier appliqué,
- Vacances de la première période la deuxième semaine d'avril, soit une semaine de moins que dans le précédent calendrier appliqué,
- Deuxième période : huit semaines de cours jusqu'à la première semaine complète de juin, soit une semaine de plus que dans le précédent calendrier appliqué,
- Vacances de la deuxième période les deuxièmes et troisièmes semaines de juin, comme dans le précédent calendrier appliqué,
- Troisième période : sept semaines de cours jusqu'à la première semaine complète d'août, comme dans le précédent calendrier appliqué,
- Vacances de la troisième période les deuxièmes et troisièmes semaines d'août, comme dans le précédent calendrier appliqué,
- Quatrième période : sept semaines de cours jusqu'à la deuxième semaine d'octobre, comme dans le précédent calendrier appliqué,
- Vacances de la quatrième période les troisièmes et quatrièmes semaines d'octobre,
- Cinquième période : sept semaines jusqu'à la fin de l'année scolaire, à la fin de la deuxième semaine de décembre (15 décembre 2018, 14 décembre 2019, 12 décembre 2020).

## Enseignement primaire

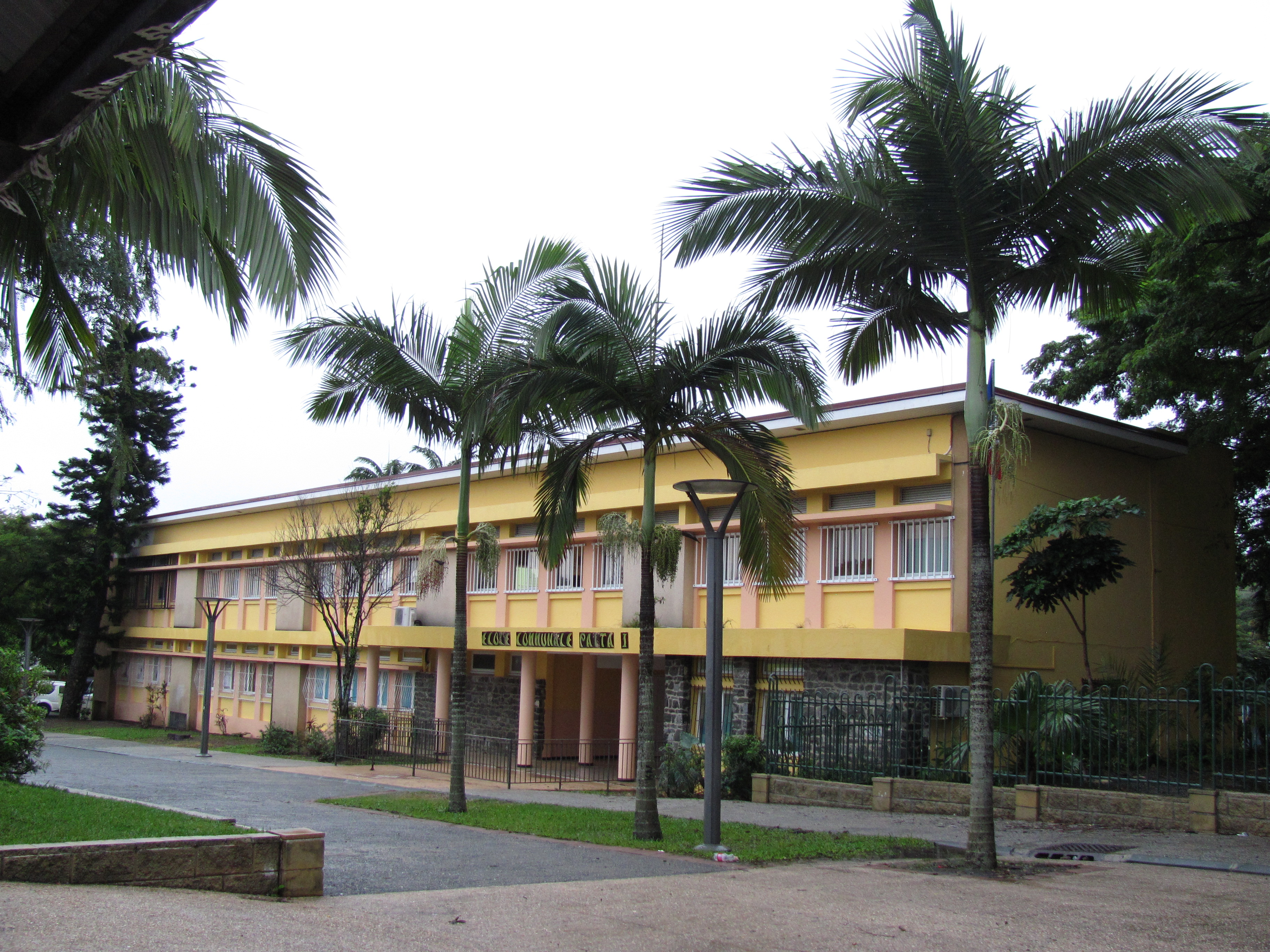
L'école communale de Païta I

Il y avait à la rentrée 2009 36 502 élèves inscrits dans le primaire (27 034 ou 74,06 % dans le public et 9 468 et 25,94 % dans le privé), répartis dans 288 écoles (soit en moyenne 127 élèves par établissement, 198 ou 68,75 % sont dans le public et 90 ou 31,25 % dans le privé) et 1 966 enseignants chargés de classe (1 459 dans le public et 507 dans le privé sous contrat).
Il y a donc en moyenne 18,56 enfants par enseignant (18,53 dans le public, 18,67 dans le privé).
Ils sont 12 659 en maternelle (9 170 dans le public et 3 489 dans le privé), 23 637 en école élémentaire (17 658 dans le public, 5 979 dans le privé) et 206 dans l'éducation spécialisée.

### Répartition géographique
Ils sont répartis comme suit :
- en Province Sud : 25 389 élèves (69,56 %, dont 8 936 en maternelle, 16 276 en école élémentaire et 177 dans l'éducation spécialisée). Plus qu'ailleurs en Nouvelle-Calédonie, le public domine et distance le privé, avec 20 211 élèves dans le public (74,76 % de l'ensemble du public néo-calédonien, et 79,61 % du total provincial) pour 5 178 dans le privé (à peine 54,69 % du privé territorial, et 20,39 % des écoles de la province). Ils sont répartis dans 127 écoles (44,1 %, 103 rien que dans le Grand Nouméa dont 60 à Nouméa), dont 106 publiques (53,53 % de l'ensemble du public néo-calédonien, et 83,46 % des établissements provinciaux) et 21 privées (23,33 % seulement du privé local, 16,54 % du total provincial), avec quelque 1 250 enseignants chargés de classe (1 000 dans le public, 300 dans le privé). Les établissements sont donc de taille plus importante que sur le reste de la Nouvelle-Calédonie (quelque 200 élèves par école), mais le nombre moyen d'élèves par enseignant (20 environ) est à peine plus forte que la moyenne territoriale (1 élève de plus par instituteur en moyenne).

- en Province Nord : 7 434 élèves (20,37 %, dont 2 453 en maternelle, 4 965 en école élémentaire et 16 en éducation spécialisée), avec un écart entre les poids du public et du privé plus étroit que dans le Sud, se rapprochant de la moyenne territoriale : 4 770 enfants sont inscrits dans le public (17,64 % des élèves du public néo-calédonien, 64,16 % de la population scolaire provinciale) et 2 664 dans le privé (28,14 % du privé local, 35,84 % des écoliers du Nord). Le nombre d'établissements s'équilibre entre les deux : sur 89 écoles (30,90 %, 35 sur la côte Ouest, Poum comprise, 53 sur la côte Est et 1 aux îles Belep), 45 sont publiques et 44 privées (pratiquement la moitié des établissements privés du Territoire). Il y a environ 500 enseignants chargés de classe. Les établissements sont de taille réduite (84 élèves en moyenne par école), et c'est là que l'on trouve les plus petites classes (la densité s'établit à environ 15 élèves par enseignant, soit quelque 4 élèves de moins que la moyenne territoriale).

- aux îles Loyauté : 3 679 élèves (10,08 %, dont 1 270 en maternelle, 2 396 en école élémentaire et 13 en éducation spécialisée), et privé et public s'équilibrent presque : la population scolaire y est respectivement de 1 626 (17,17 % du privé néo-calédonien, 44,2 % des écoliers loyaltiens) et 2 053 enfants (7,59 % du public territorial, 55,8 % des inscrits aux Îles). Pourtant, l'écart reste fort en nombre d'établissements : sur 72 écoles (36 à Lifou, 24 à Maré et 12 à Ouvéa), 47 sont publiques et 25 privées. Le nombre d'enseignants chargés de classe est de 200 environ, répartis pratiquement à égalité entre le public et le privé. La taille des établissements est en moyenne largement plus faible qu'ailleurs sur le Territoire (quelque 51 élèves par école en moyenne), même si ceux du privé sont légèrement plus gros (moyenne de 65 écoliers). Mais la taille des classes correspond pratiquement à la moyenne territoriale avec une densité d'environ 18 enfants par enseignant.

### Programmes
Les programmes scolaires sont semblables à ceux de métropole mais adaptés de manière à faire bien connaître aux élèves la Nouvelle-Calédonie, son environnement et les éléments fondamentaux de la culture kanak. Les programmes d'histoire et de géographie sont donc sensiblement différents, mais ceux de sciences naturelles, de français ou d'expression artistique et corporelle peuvent être adaptés afin de tenir compte des spécificités locales. L'enseignement moral et civique présente les signes identitaires de la Nouvelle-Calédonie et le cadre institutionnel néo-calédonien. Selon le vœu des parents, les élèves peuvent bénéficier d'un enseignement de l'une des langues kanak ou d'une autre langue océanienne parlée en Nouvelle-Calédonie.

## Enseignement secondaire
Il y avait à la rentrée 2009 32 463 élèves inscrits dans le secondaire (24 235 ou 74,65 % dans le Sud, 5 500 ou 16,94 % dans le Nord et 2 728 ou 8,4 % dans les Îles), dont 22 192 dans le public (68,36 %, avec là encore une proportion plus forte dans le Sud avec 70,25 % des élèves de la province inscrits dans ce type d'établissement) et 10 271 dans le privé (31,64 %, toujours plus présent dans le Nord, où il regroupe 33,62 % des inscrits, mais surtout dans les Îles où ce taux atteint 44,46 %). Ils sont répartis dans 73 établissements (37 publics et 36 privés), avec 2 763 enseignants chargés de classes (1 800 dans le public et 963 dans le privé).
À la rentrée 2016, le Journal du congrès de Nouvelle-Calédonie (mars 2016) annonce une rentrée de 68 000 élèves, 35 000 au primaire et 33 000 au secondaire.

### Répartition géographique
Sur le total d'élèves, 25 371 (78,15 %) sont inscrits dans une filière générale ou technologique. Depuis la rentrée 2010, le nombre d'établissements dispensant ce type d'enseignement est de : 

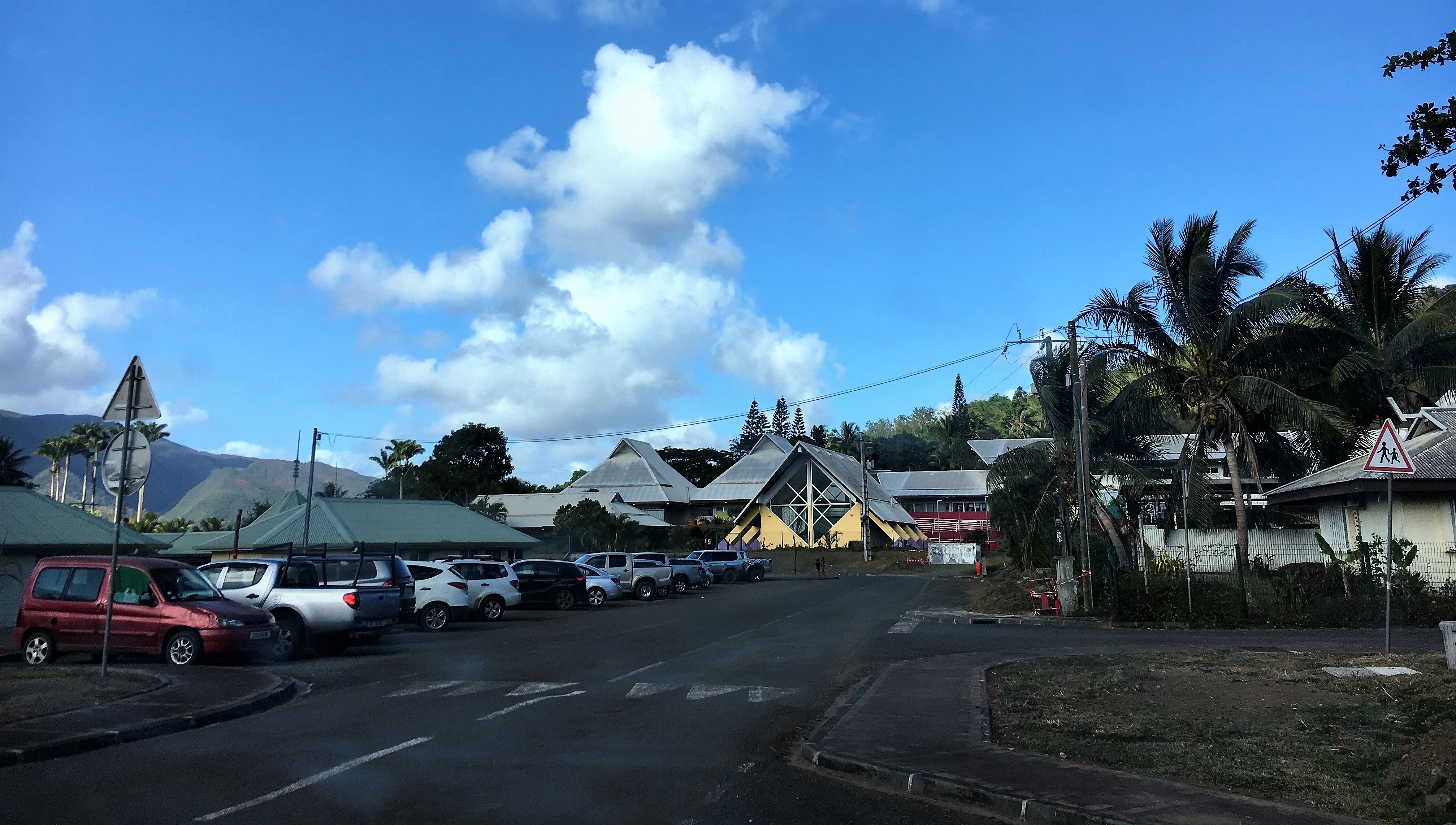
À l'arrière-plan, le collège d'État de Canala.

- 53 collèges : 30 publics et 23 privés (dont 17 avec Section d'enseignement général et professionnel adapté (SEGPA), 14 publics et 3 privés) : 
  - 19 dans le Grand Nouméa, 15 publics, parmi lesquels 7 avec SEGPA, 4 privés catholiques, dont 2 avec SEGPA),
    - dont 10 à Nouméa, avec les plus gros établissements du Territoire, y compris les collèges publics de Magenta et Jean-Mariotti avec plus de 1 000 élèves et 40 classes, et le plus vieux collège du Territoire, le collège public Georges-Baudoux, héritier du collège Lapérouse (fondé sous le nom de collège de Nouméa en 1881), et le plus récent à ce jour, le collège Gabriel-Païta (Ondémia jusqu'en 2016) de Païta-Nord, inauguré à la rentrée 2010, 
      - 8 publics, dont 4 avec SEGPA : Kaméré, Magenta, Normandie, Rivière Salée, Portes de Fer, Tuband, Georges Baudoux, Jean Mariotti,
      - 2 privés, dont 1 avec SEGPA) : Champagnat, Saint-Joseph de Cluny,

  - 8 dans la « Brousse » de la Province Sud, 4 publics et 4 privés catholiques, 
    - La Foa, 1 public, 1 privé,
    - Bourail, 1 public, 1 privé,
    - Thio, 1 public, 1 privé,
    - Yaté, 1 public,

  - 16 en Province Nord, 7 publics, (dont 5 avec SEGPA), et 9 privés, (dont 1 avec SEGPA),
    - 5 sur la côte ouest 
      - 2 publics, chacun avec SEGPA : Koné, Koumac,
      - 3 privés protestants : Voh, Kaala-Gomen, Poum,

    - 11 sur la côte est,
      - 5 publics, 
        - 3 avec SEGPA : Poindimié, Houaïlou, Canala,
        - 2 simples : Hienghène, Ouégoa,

      - 6 privés, 
        - 3 protestants : Ponérihouen, Houaïlou (2) dont celui de Do-Néva, héritier de la mission fondée en 1902 par le pasteur Maurice Leenhardt,
        - 3 catholiques : Pouébo, Ponérihouen, Poindimié.

  - 10 aux Îles Loyauté, 4 publics, dont 2 avec SEGPA, et 6 privés,
    - 4 à Lifou : 
      - 1 public, avec SEGPA, à Wé,
      - 3 privés : 2 protestants, à Wé et Chépénéhé, 1 catholique, à Nathalo,

    - 3 à Maré :
      - 2 publics, 1 à La Roche avec  SEGPA, et 1 à Tadine,
      - 1 privé protestant, à Tadine,

    - 3 à Ouvéa, tous à Fayaoué : 1 public et 2 privés, 1 protestant, 1 catholique,

- 4 «groupements d'observation dispersés» (GOD), annexes de collèges (3 publiques et 1 privée) :
  - 3 en Province Nord
    - 2 publiques, annexe du collège de Canala à Kouaoua, annexe du collège de Koné à Népoui dans la commune de Poya,
    - 1 privée protestante, du collège Do-Néva de Houaïlou à Canala),

  - 1 publique aux Îles Loyauté, à Mu, rattachée au collège de Wé à Lifou,

- 10 lycées :
  - 6 dans le Grand Nouméa (4 publics et 3 privés, dont 2 catholiques et 1 protestant), 
    - 4 à Nouméa
      - 2 publics, 
        - le lycée Lapérouse, quartier de la Pointe de l'Artillerie, 2nd lycée du territoire avec 1656 élèves (février 2020).
        - le lycée Jules Garnier, Nouville, 3ème lycée du territoire avec 1646 élèves (février 2020)

      - 2 privés 
        - le lycée catholique Blaise Pascal, à l'Anse Vata, plus important lycée privé du Territoire avec 1023 élèves (février 2019).
        - le lycée protestant Do Kamo, à la Vallée des Colons,

    - 3 dans le Grand Nouméa 
      - le lycée Dick Ukeiwë, à Dumbéa (anciennement "lycée du Grand Nouméa"[13]), plus grand lycée du territoire avec 1803 élèves (février 2020).
      - le lycée du Mont-Dore, au Mont-Dore.
      - le lycée catholique Apollinaire-Anova, à Païta,

  - 2 publics en Province Nord
    - le lycée Antoine Kéla à Poindimié,
    - le lycée Michel Rocard à Pouembout.

  - 1 public aux îles Loyauté
    - le lycée William Haudra à Wé sur Lifou.

À ceci s'ajoutent 7 092 élèves (12,85 %) inscrits dans un cursus professionnel, répartis dans :
- 14 lycées professionnels (5 publics et 9 privés),
  - 7 dans le Grand Nouméa (3 publics et 4 privés, dont 3 catholiques et 1 protestant),
    - 3 à Nouméa même,
      - le lycée commercial et hôtelier Auguste Escoffier, Pointe de l'Artillerie, en face du lycée Lapérouse,
      - le Lycée professionnel Pétro Attiti, Rivière-Salée,
      - l'unique lycée professionnel privé protestant, le LP Do Kamo, associé au lycée du même nom, Vallée des Colons,

    - hors Nouméa, trois autres lycées privés, tous catholiques,
      - le LP Saint-Pierre-Chanel, à La Conception au Mont-Dore,
      - le LP Marcellin-Champagnat, à Païta,
      - le LP Jean-XXIII, à Païta,

  - 2 privés catholiques en Province Sud hors-Grand Nouméa, à Bourail : Père Guéneau et François d'Assise,
  - 5 en Province Nord,
    - 2 publics : 
      - le LP Augustin Ty (Touho),
      - le lycée agricole de Nouvelle-Calédonie, à Pouembout,

    - 3 privés,
      - 1 protestant, le lycée agricole de Houaïlou,
      - 2 catholiques : Johanna-Vakié à Houaïlou, et Gabriel-Rivat à Pouébo),
- 8 antennes de lycée professionnel, publiques, en collège dont :
  - 2 en Province Sud : 
    - Vallée du Tir (Nouméa) rattachée au collège de Kaméré,
    - celle du collège de La Foa,

  - 4 en Province Nord,
    - 2 sur la côte ouest : Koné, Koumac,
    - 2 sur la côte est : Poindimié, Houaïlou,

  - 2 aux Îles Loyauté,
    - celle du collège de La Roche à Maré,
    - celle d'Ouvéa rattachée au lycée polyvalent de Lifou.

## Organisations de l'enseignement privé

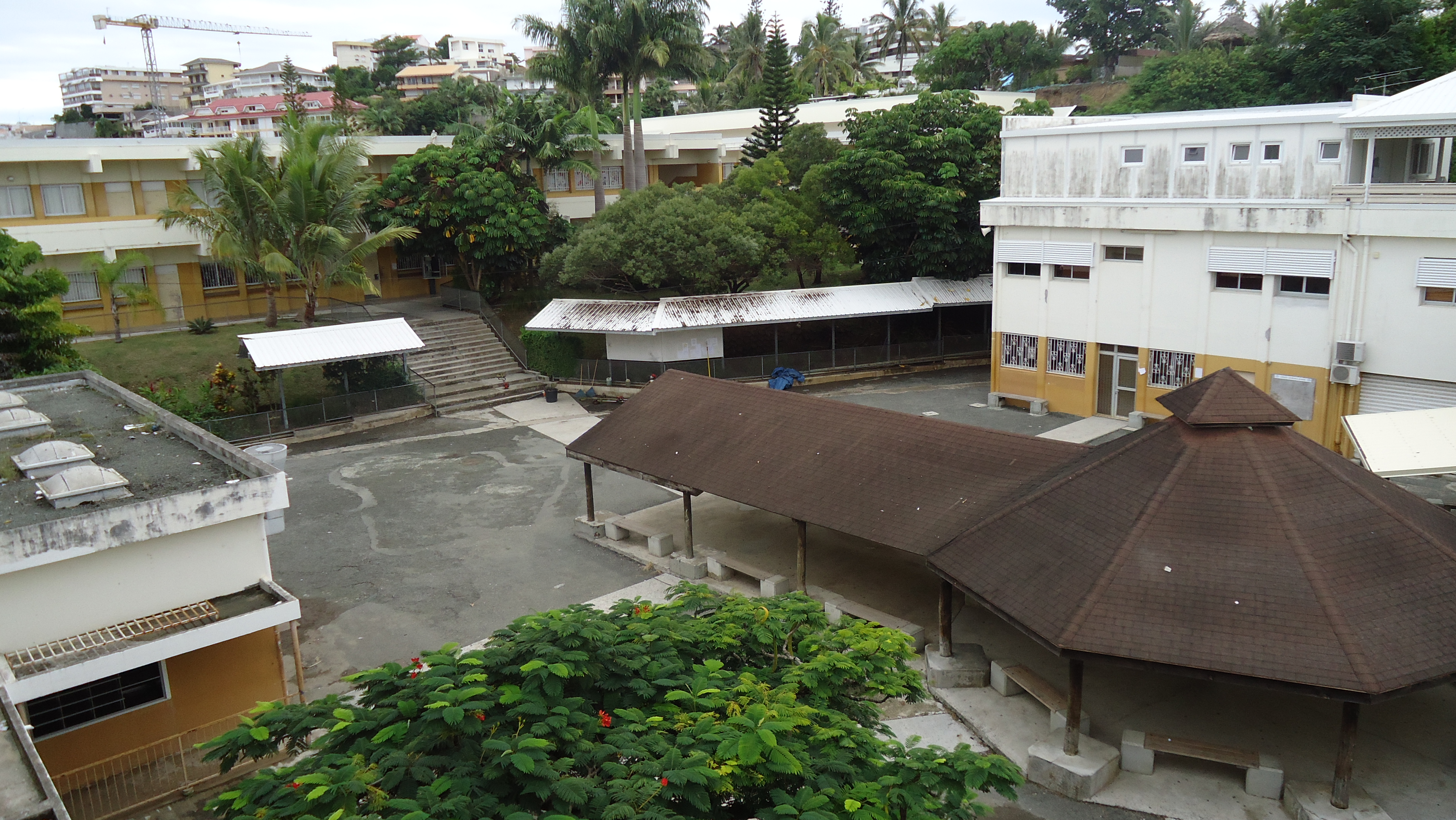
Le collège catholique de Saint-Joseph-de-Cluny à Nouméa

Il existe trois organismes pour l'enseignement privé sous contrat en Nouvelle-Calédonie, toutes trois confessionnelles et héritées des organisations missionnaires : 
- la Direction diocésaine de l'enseignement catholique en Nouvelle-Calédonie (DDEC ou DEC) liée à l'Archidiocèse de Nouméa, dont : 
  - 13 collèges
    - 2 à Nouméa : Saint-Joseph-de-Cluny et Champagnat ;
    - 2 dans la banlieue nouméenne : Païta et Mont-Dore ;
    - 4 dans le Sud rural : Thio, Bourail, La Foa et l'île des Pins ;
    - 3 sur la côte est de la Province Nord : Pouébo, Ponérihouen et Poindimié ;
    - 2 aux Îles Loyauté : Lifou et Ouvéa,

  - 10 lycées
    - 2 généraux dans le Grand Nouméa : Blaise-Pascal à Nouméa et Apollinaire-Anova à Païta ;
    - 8 professionnels
      - 4 dans le Grand Nouméa avec Saint-Joseph-de-Cluny à Nouméa, Saint-Pierre-Chanel au Mont-Dore, Marcellin-Champagnat et Jean-XXIII à Païta,
      - 2 à Bourail avec François d'Assise (LPFA) et Père Guéneau (LPPG),
      - Johanna Vakié (LPJV) à Houaïlou et Gabriel Rivat (LPGR) à Pouébo).
- l'Alliance scolaire de l'Église évangélique (ASEE) liée à l'Église protestante de Kanaky Nouvelle-Calédonie (ÉPKNC), dont 
  - 8 collèges : 4 aux Îles Loyauté : 2 à Lifou, 1 à Maré et 1 à Ouvéa ; 4 en Province Nord : Houaïlou, Canala, Kaala-Gomen et Poum,
  - 3 lycées 1 général : Do Kamo à Nouméa ; 1 professionnel : Do Kamo également à Nouméa ; 1 agricole à Houaïlou.
- la Fédération de l'enseignement libre protestant (FELP) liée à l'Église évangélique libre de la Nouvelle-Calédonie (ÉÉLNC) : 
  - 3 collèges, tous en Province Nord : Mou à Ponérihouen, Tiéta à Voh et Nédivin à Houaïlou.

## Rentrée scolaire 2016
La Province des Îles Loyauté donne pour la rentrée de février 2016 les chiffres suivants  (public et privé) :
- enseignement primaire : 2883 élèves (1356 à Lifou, 837 à Maré, 654 à Ouvéa),
- enseignement secondaire : 2113 collégiens et lycéens (1254 de Lifou, 530 de Maré, 329 d'Ouvéa).

Sur ce total de 4996 élèves, 4895 sont boursiers (Lifou 2318, Maré 1640, Ouvéa 937), dont 342 lycéens en Province sud (237 de Maré et 105 d'Ouvéa).
« Pour donner une identité calédonienne à l'école, il faut aussi que le personnel reflète le pays. (...) Il faudrait que 40 % des professeurs soient kanak » (Hélène Iékawé, chargée de l'enseignement au gouvernement, et JC Ringard-Flament, vice-recteur). En 2010, dans l'enseignement secondaire, 1,5 % du personnel d'enseignement et de direction est kanak, soit 29 sur 1850. En 2016, cela représente 12 %. Depuis 2010, un Foyer du Tutorat accompagne les futurs capésiens dans leur préparation du concours, particulièrement pour les épreuves orales. (d'après un article des LNC, 08 août 2106)

## Enseignement supérieur
À la rentrée 2009, l'enseignement supérieur regroupait quelque 3 750 étudiants, dont 62 % (environ 2 800 inscriptions) à l'université de la Nouvelle-Calédonie, 20 % en classes supérieures des lycées (BTS, CPGE), 5 % à l'IFM-NC, 4 % en BTS en alternance dispensés par la CCI, 3 % à l'IUFM de l'UNC, 3 % à l'IFPSS-NC, 2 % à l'EGC et 1 % à l'ENEP. L'essentiel (si ce n'est la totalité) de l'offre de formation se situe à Nouméa ou dans le Grand Nouméa.

### L'Université de la Nouvelle-Calédonie

Logo de l'UNC (Université de la Nouvelle-Calédonie)

Elle est née en 1987 sous le nom d’université française du Pacifique répartie entre deux centres universitaires : celui de Nouvelle-Calédonie et celui de Polynésie française, le siège administratif de l'université étant à Tahiti. En 1999, les deux centres sont devenus deux universités autonomes et l'antenne calédonienne est devenue l'université de la Nouvelle-Calédonie (UNC). Il s'agit de la plus petite université de France par ses effectifs, avec, en 2012, 3 000  étudiants, une centaine d'enseignants-chercheurs et enseignants et une centaine d'ingénieurs, techniciens, agents administratifs et de bibliothèque.
Elle est localisée sur un seul site, situé à Nouméa :  Nouville.
L'université offre des formations de premier cycle (DEUST, DUT, licence et licences professionnelles), de second cycle  (master). Établissement compte une ESPE et un IUT qui a ouvert en 2015. Il existe également une  école doctorale, commune avec celle de l'université de Polynésie française. Les licences offertes sont : Mathématiques, Informatique, Physique-chimie, Sciences de la vie, de la terre et de l'environnement, Droit, Économie et gestion, Lettres, Histoire, Géographie et aménagement, Langues étrangères appliquées, Langues littératures et civilisations étrangères et régionales.
Depuis 2010, l'UNC propose aussi des formations sous contrats d'alternance, avec notamment sous contrat d'apprentissage, deux licences professionnelles  métiers  de la comptabilisé soit en contrôle de gestion, soit révision comptable. Il a également été ouvert en 2003 une première année de médecine en collaboration avec le CHU de la Pitié-Salpêtrière à Paris. Enfin est aussi ouvert un DEUST géosciences répondant au besoin de formation des industriels miniers.

### Classes supérieures des lycées
Il existe 
- 18 offres de BTS répartis dans quatre lycées, à savoir les trois publics du Grand Nouméa et celui privé catholique de Blaise Pascal,
- 7 classes préparatoires aux grandes écoles dont 
  - 4 scientifiques (en physique, technologie et sciences de l'ingénieur) au lycée Jules-Garnier
  - 3 Classes préparatoires économiques et commerciales (à l'ENS Cachan et, à partir de la rentrée 2010, des classes de la section Économique et Commerciale option Technologique ECT) au lycée Dick Ukeiwé, en partenariat avec l'UNC.

Le Grand Nouméa dispose également de 2 classes formant au diplôme de comptabilité et de gestion.

#### SectionsBTS2015-2016
- LPO Jules Garnier : ATI, Bâtiment, Électrotechnique, Maintenance des systèmes, Technico-commercial,
- LP commercial et hôtelier A. Escoffier : Hôtellerie-Restauration A & B & MAN, Transport et Prestations Logistiques,
- LP Jean XXIII : Hôt.-Rest. B & MAN,
- LP Petro Attiti : Étude et économie de la construction,
- LP Champagnat : Maintenance des systèmes,
- Lycée Anova Païta : SP3S secteur sanitaire et social,
- Lycée Saint-Joseph de Cluny : AM, NRC,
- CCI : AG PME-PMI, CGO Comptabilité gestion des organisations,
- Lycée Dick Ukeiwé : ESF, SP3S, Services informatiques A & B,
- Lycée Blaise Pascal : AG PME-PMI, AM, CGO Comptabilité Gestion des Organisations,
- Lycée Lapérouse : AG PME-PMI, AM, Commerce International, Communication, CGO Comptabilité Gestion Organisations, MUC, NRC, Tourisme.

##### Hors Nouméa
- Lycée A Kéla (Poindimié) : AG PME-PMI,
- LP St François d'Assise (Bourail) : NRC,
- Lycée Agricole (Pouembout) : BTSA agriculture régions chaudes.

#### CPGE
- Lycée Lapérouse : Littéraire,
- Lycée Jules Garnier : Physique Sciences de l'Ingénieur, Physique Technologies,
- Lycée Dick Ukeiwé : Économie Commerce ECE & ECT.

### La formation des enseignants (primaire et secondaire, public et privé)
Elle regroupe 9 % des étudiants en 2009, avec trois établissements.
Tout d'abord, deux de ces organismes sont issus de la division, en 1990, de l'ancienne école normale créée en 1969 et rebaptisée en 1971 « Centre de formation et de recherche pédagogique » (CEFOREP).
L'Institut de formation des maîtres de Nouvelle-Calédonie (IFM-NC), nouveau nom depuis le transfert de la compétence de l'enseignement primaire public à la Nouvelle-Calédonie de l'ancien Institut territorial de formation des maîtres, pour le public ; situé en face du collège Mariotti à Nouméa, dans le quartier de l'Anse Vata, il assure la formation initiale et continue des maîtres et des enseignants du premier degré public ainsi que celle des instituteurs amenés à enseigner les langues et cultures kanak.
L'ENEP, située au Centre-ville, en bordure de la place des Cocotiers et des locaux partagés avec l'école catholique Saint-Joseph-de-Cluny, forme les instituteurs pour les trois enseignements privés (catholique, Alliance libre réformée et Fédération de l'Enseignement libre protestant).
L'IFM-NC et l'ENEP préparent aux mêmes diplômes : celui d'instituteur et le DEUG d'« enseignement 1er degré »,.
L'Institut national supérieur du professorat et de l'éducation (INSPE), composante de l'Université de la Nouvelle-Calédonie localisée à Nouville sur un site ouvert en 2005 sur le campus universitaire. Elle prépare aux concours du professorat des écoles et des professeurs de lycées professionnels en Lettres-histoire et Anglais-lettres, aux CAPES de Lettres modernes, Histoire-géographie, Anglais, Mathématiques et Sciences de la vie et de la terre et enfin au CAPEPS ; les préparations aux CAPES et CAPEPS sont doublées de préparations aux masters métiers de l’enseignement dans les spécialités correspondantes. Elle assure aussi la formation initiale, en alternance, des lauréats de ces concours.